# Hawthorn Ridge Cemetery No.2
Hawthorn Ridge Cemetery No.2 is een Britse militaire begraafplaats met gesneuvelden uit de Eerste Wereldoorlog, gelegen in de Franse gemeente Auchonvillers, in het departement Somme. De begraafplaats ligt ongeveer 900 m ten zuidwesten van Beaumont-Hamel in de herdenkingssite van het Beaumont-Hamel (Newfoundland) Memorial. Ze werd ontworpen door George Goldsmith en heeft een rechthoekig grondplan met een oppervlakte van 1.019 m². Het terrein wordt afgebakend door een natuurstenen muur en aan de westelijke muur is een verhoogd platform waarop het Cross of Sacrifice staat. De begraafplaats wordt onderhouden door de Commonwealth War Graves Commission.
Er worden 190 Britten en 24 Newfoundlanders herdacht. Er zijn er 65 niet geïdentificeerde slachtoffers.
In deze herdenkingssite bevinden zich ook de begraafplaatsen Hunter's Cemetery en Y Ravine Cemetery.

## Geschiedenis
De begraafplaats werd in de lente van 1917 door het V Corps aangelegd op zo'n 400 meter ten zuiden van Hawthorn Ridge Cemetery No.1. De grote meerderheid van de slachtoffers sneuvelden op 1 juli 1916 bij de aanvang van de Slag aan de Somme. Na de wapenstilstand werden nog 7 geïsoleerde graven bijgezet.

## Graven

### Onderscheiden militairen
- Arthur William Fraser, onderluitenant bij het Border Regiment werd onderscheiden met de Distinguished Service Order (DSO).
- sergeant W. Harris en soldaat P. Quinn ontvingen de Military Medal (MM).

### Alias
- sergeant W. Cottam diende onder het alias D. Kirkcaldy bij het Border Regiment.